# اشتباكات دير الزور (2023)
اشتباكات دير الزور سنة 2023 هي انتفاضة عشائرية عربيَّة مسلَّحة عارمة ضد تنظيم قوات سوريا الديمقراطية أو "قسد" اختصاراً، في كلَّاً من دير الزور والرقة وريف حلب.
حيث أعلنت العشائر العربية مثل البكارة والبو شعبان والبكير وطيء، النفير العام والثورة تجاه "قسد" على إثر اعتقال أحد ممثليها في قرية الربيضة من قبل قوات "قسد" ودعماً لعشيرة العقيدات، وطالبوا التحالف الدولي بتحقيق مطالبهم بإخراج الموقوفين لدى "قسد" وأولهم قائد مجلس دير الزور العسكري التابع لـ "قسد" أحمد الخبيل أبو خولة أمير عشيرة بكير.
وقد قامت العشائر العربية خلال عدة أيام بطرد مقاتلي "قسد" من عدة مناطق في الرقة بعد اشتباكات عنيفة واستمرار الاشتباكات الثقيلة في ريف دير الزور كما تم السيطرة على عدد من القرى في منبج بريف حلب إلا أن قوات سوريا الديمقراطية استعادت السيطرة على بعض القرى لاحقاً في ريف منبج وريف دير الزور.
وأكَّد شيخ قبائل البكَّارة نواف البشير الموالي للنظام السوري أن "انتفاضة العشائر لن تتوقف حتى تحقيق أهدافها بطرد الغرباء من أكراد جبل قنديل ومن يدعمهم من الأراضي السورية".
من جانب آخر، أكد القائد العام لـ قوات سوريا الديمقراطية فرهاد عبدي شاهين، أن قوات التحالف الدولي قدمت لقواته دعماً جوياً ضد العشائر في دير الزور، كما أكد التواصل مع شيوخ العشائر في المنطقة وأنهم "يرغبون لحل الأزمة سلمياً" وفق تعبيره 
فيما أفاد مصدر آخر نفي مشاركة قوات الصناديد التابعة لقبيلة شمر العربيَّة في المعارك بجانب أي طرف بحكم تحالفها مع قوات سوريا الديمقراطية.وفي 6 سبتمبر (أيّ بعد حوالي أسبوع من اشتباكات عنيفة) سيطرة قوات سوريا الديمقراطية على بلدة ذيبان آخر معاقل العشائر في شرق نهر الفرات، كما أنه معقل شيخ قبيلة العقيدات الثائر إبراهيم الهفل.وفي 9 سبتمبر حدثت هدنة في دير الزور بعد انسحاب مقاتلي العشائر من بلدة ذيبان باتجاه مناطق سيطرة النظام السوري.كما ازدادت وتيرة الاشتباكات في ريف منبج بين العشائر والفصائل المعارضة الموالية لتركيا من جهة وقسد من جهة أخرى، إضافة إلى ذلك فقد أرسلت هيئة تحرير الشام "جبهة النصرة سابقاً" تعزيزات عسكرية للمساعدة ضد قسد ولتأمين خطوط التهريب.